# Didi Supriyadi
Didi Supriyadi – indonezyjski zapaśnik walczący w stylu wolnym i klasycznym.
Brązowy medalista igrzysk Azji Południowo-Wschodniej w 2003. Mistrz Azji Południowo-Wschodniej w 1999 roku. Trzeci w Pucharze Azji i Oceanii w 1999 roku.